# Монштаб
Монштаб (нім. Monstab) — громада в Німеччині, розташована в землі Тюрингія. Входить до складу району Альтенбургер-Ланд. Складова частина об'єднання громад Розіц.
Площа — 5,66 км2. Населення становить 385 ос. (станом на 31 грудня 2021).